# Johannes Sundwall
Johannes Sundwall (Nykarleby, 15 de noviembre de 1877 ; † Helsinki, 29 de agosto de 1966) fue un historiador antiguo y filólogo clásico finlandés.

## Biografía
Sundwall estudió en Helsinki, Múnich (1904-1905) y Berlín (1905). En 1906 se doctoró por la Universidad de Helsinki y desde 1907 fue profesor de la misma universidad. En 1919 pasó a la Universidad Åbo Akademi, universidad de lengua sueca fundada en 1918 y ubicada en la ciudad de Turku (Finlandia). Desde 1921 a 1945 fue profesor de historia antigua y de literatura griega y latina. 
Desde 1963 fue miembro correspondiente de la Academia Alemana de Ciencias en Berlín .

## Obras
- Epigraphische Beiträge zur sozialpolitischen Geschichte Athens im Zeitalter des Demosthenes. Dieterich, Kreysing, 1906, (Disponible en Internet).
- Die einheimischen Namen der Lykier nebst einem Verzeichnisse kleinasiatischer Namenstämme Dieterich, Leipzig 1913. Klio. Beiheft. 11.
- Abhandlungen zur Geschichte des ausgehenden Römertums (= Öfversigt af Finska Vetenskaps-Societetens förhandlingar. Band 60, Nr. 2, 1917/1918, ZDB-ID 448250-5). Finska Vetenskaps-Societeten, Helsinki, 1919.
- Der Ursprung der kretischen Schrift. (= Acta Academiae Aboensis. Humaniora. 1, 2, ZDB-ID 300064-3). Åbo Akademi, Turku, 1920.
- Die Entstehung des phönikischen Alphabets und die kretische Schrift (= Acta Academiae Aboensis. Humaniora. 7, 4). Åbo Akademi, Åbo 1931.
- Die älteren italischen Fibeln. de Gruyter, Berlín 1943.
- Minoische Beiträge I. In: Minos. Revista de filología egea. Nr. 3, 1954, ISSN 0544-3733, S. 107–117 (disponible en Internet).